# San Luis Somos Todos/Saison 2012
Dieser Artikel listet Erfolge und Fahrer des Radsportteams San Luis Somos Todos in der Saison 2012 auf.

## Erfolge in der UCI America Tour
In den Rennen der Saison 2012 der UCI America Tour gelangen die nachstehenden Erfolge.
| Datum        | Rennen                                               | Kat. | Fahrer            |
| ------------ | ---------------------------------------------------- | ---- | ----------------- |
| 27. Januar   | 5. Etappe Tour de San Luis                           | 2.1  | Daniel Díaz       |
| 13. April    | Argentinische Meisterschaft – Einzelzeitfahren (U23) | NC   | Cristian Martínez |
| 3. November  | 2. Etappe Vuelta a Bolivia                           | 2.2  | Leandro Messineo  |
| 10. November | 9a. Etappe Vuelta a Bolivia                          | 2.2  | Daniel Díaz       |

## Mannschaft
| Name                               | Geburtstag         | Nationalität | Team 2011                    |
| ---------------------------------- | ------------------ | ------------ | ---------------------------- |
| Maximiliano Badde                  | 19. März 1983      | Argentinien  | Neoprofi                     |
| Claudio Claveles                   | 12. Oktober 1971   | Argentinien  | Neoprofi                     |
| Daniel Díaz                        | 7. Juli 1989       | Argentinien  | Vélo-Club La Pomme Marseille |
| Jorge Giacinti                     | 21. Juni 1974      | Argentinien  | São José dos Campos          |
| Emanuel Guevara                    | 7. Februar 1989    | Argentinien  | Neoprofi                     |
| Juan Ariel Lucero                  | 16. Dezember 1976  | Argentinien  | Neoprofi                     |
| Cristian Martínez                  | 26. September 1991 | Argentinien  | Neoprofi                     |
| Leandro Messineo (ab 1. September) | 13. September 1979 | Argentinien  | Neoprofi                     |
| Fernando Murgo                     | 17. Februar 1987   | Argentinien  | Neoprofi                     |
| Mauricio Quiroga                   | 13. März 1992      | Argentinien  | Neoprofi                     |
| Andrei Sartassow                   | 10. November 1975  | Russland     | Team OGM                     |
| Leonardo Sosa (ab 1. September)    | 29. Mai 1992       | Argentinien  | Neoprofi                     |
| Fabian Velázquez                   | 21. Mai 1990       | Argentinien  | Neoprofi                     |